# 玫瑰谷
玫瑰谷是加拿大安大略省多倫多中心地帶的一個社區。該社區前為威廉·渣華士（William Botsford Jarvis）的莊園，由他的妻子（即William Dummer Powell的孫女）命名，因為那裏生長着大量的野玫瑰。它位於多倫多市中心以北，是其最古老的郊區之一。它也是加拿大最富有、房價最高的社區之一。玫瑰谷被《多倫多生活》（Toronto Life）評為多倫多最適宜居住的社區。它被稱為該市「富貴世家」（old money）居住的地區，是加拿大部分最富有及最著名的公民的家園，包括Onex公司的創始人Gerry Schwartz、加拿大第26任總督伍冰枝及其丈夫John Ralston Saul，以及Thomson Corporation的David Thomson, 3rd Baron Thomson of Fleet，後者是加拿大首富。
玫瑰谷的邊界包括北部的加拿大太平洋鐵路、西部的央街、南部的艾爾默路（Aylmer Avenue）及玫瑰谷山谷道（Rosedale Valley Road），以及東部的灣景路（Bayview Avenue）。該社區位於多倫多的玫瑰谷-摩亞公園（Rosedale-Moore Park）市政社區內。該社區由公園徑峽谷（Park Drive Ravine）分為北部和南部。

## 歷史

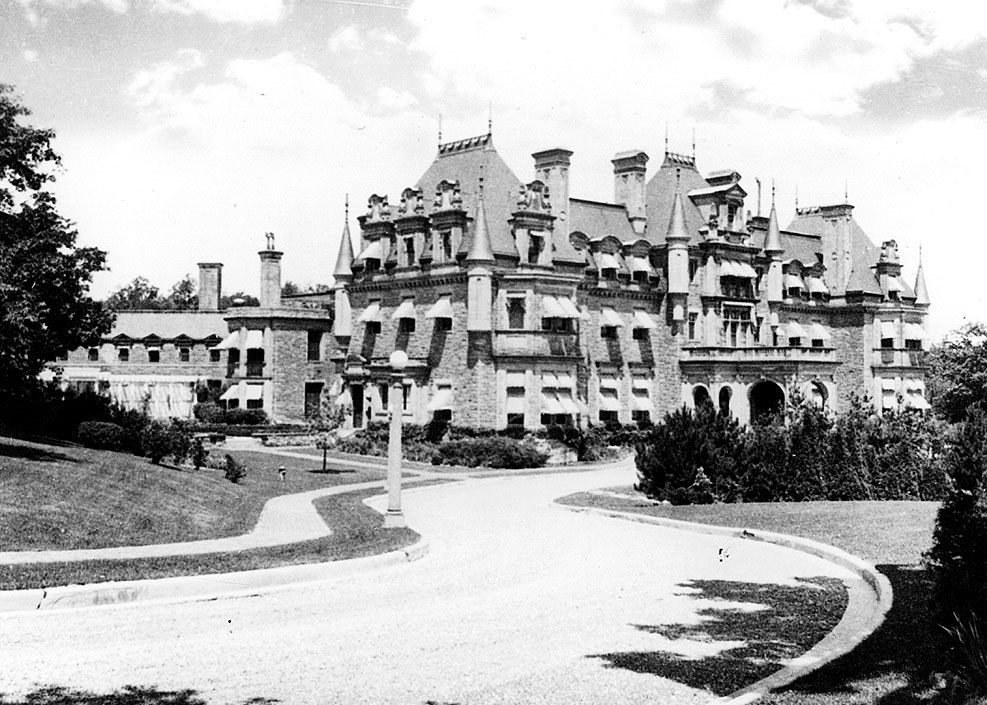
安大略省省督的第四座省督府即位於玫瑰谷。它建於1915年，於1960年被拆除，該地區重新開發為Chorley Park

1826年，在司法行政官威廉·渣華士繼承了他父親在那裏的住宅兩年後，南玫瑰谷首先由威廉·渣華士及他的妻子瑪麗·渣華士（Mary Jarvis）定居。瑪麗·渣華士是首席大法官及效忠派人士William Drummer Powell的孫女，她經常在小徑上行走及騎馬，因為形成了玫瑰谷蜿蜒的街道（這是該地區的特徵之一）。她將莊園命名為玫瑰谷，以向其莊園山坡上豐富的野玫瑰致敬。渣華士莊園在1854年被細分，成為多倫多的第一個「花園郊區」。渣華士家族於1864年賣掉了玫瑰谷宅基地，這促致了該地區不久之後的住宅開發，包括Cluny Drive的擴建。
玫瑰谷在歷史上曾以其為安大略省第四座省督府之所在地聞名。這座省督府叫Chorley Park，於1915年為省督建造，1960年被多倫多市拆除以節省開支。它現址是一座同名的公園。

### 著名居民
作為二戰前後加拿大最重要的小說作家之一，莫利·卡拉漢（Morley Callaghan）由1951年至1990年逝世，一直住在玫瑰谷南部的山谷路20號（20 Dale Avenue）。附近己連道（Glen Road）人行橋上的一塊歷史牌匾總結了卡拉漢的寫作生涯以及他最知名的同時代文學家，包括歐內斯特·海明威及法蘭西斯·史考特·費茲傑羅。入選冰球名人堂的W. A. Hewitt及Foster Hewitt曾住在央街夾樂士堡街（Roxborough Street）處。

## 特徵

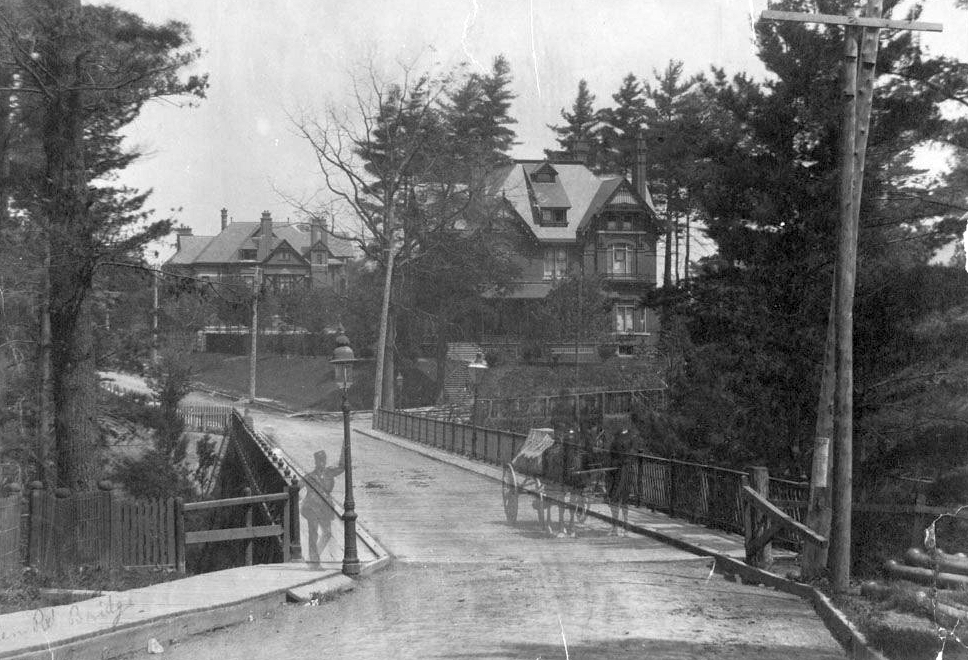
位於玫瑰谷山谷（Rosedale valley）上山谷路（Dale Avenue）的己連道（Glen Road）人行橋（大約在1800年代後期）

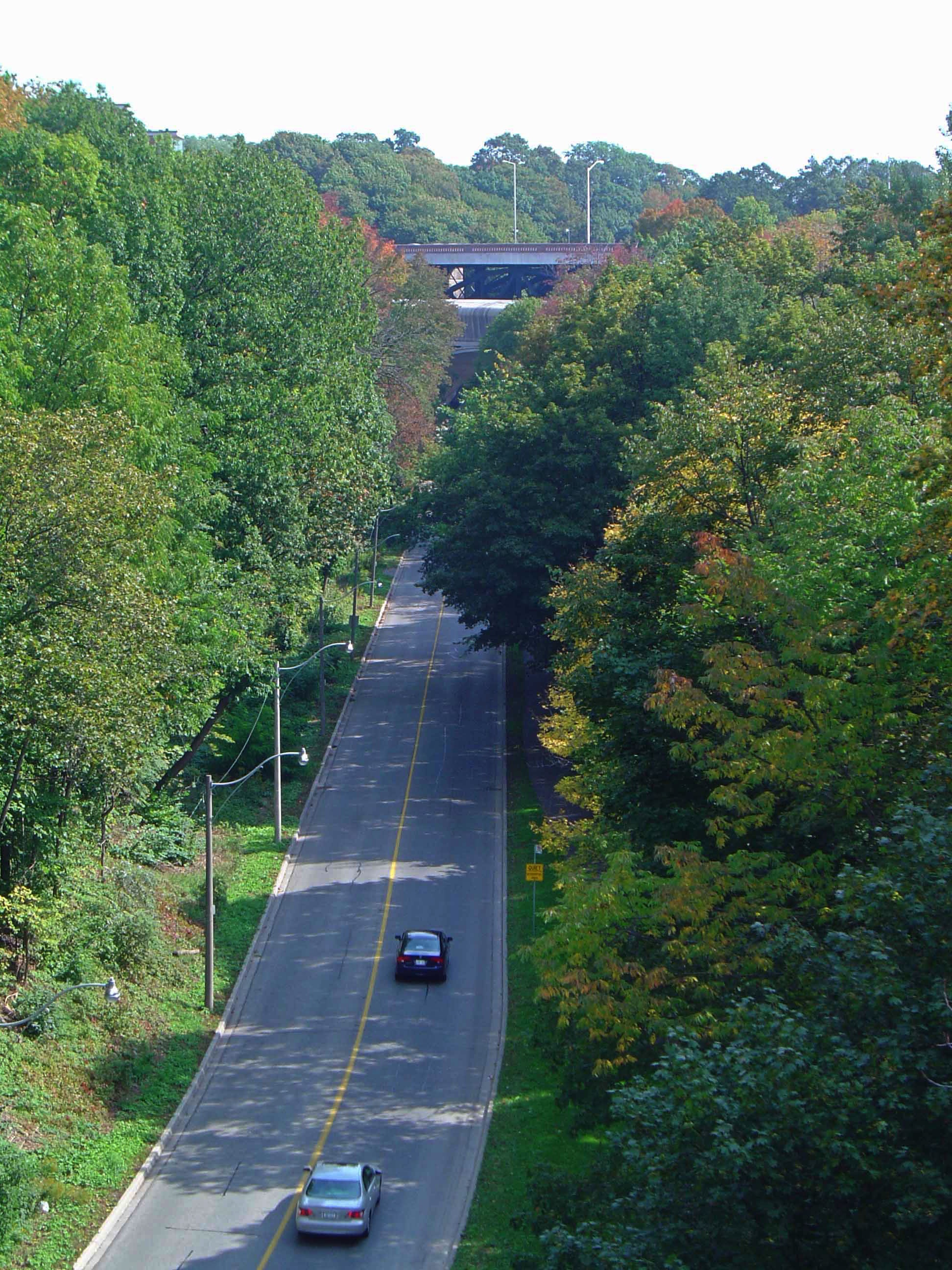
峽谷環繞着玫瑰谷社區。

玫瑰谷社區建在三個峽谷之間，保留為公園。玫瑰谷附近到處都是盡頭路及曲折的路徑，再加上其他物理邊界（如峽谷及橋樑），導致車輛通行量低。儘管玫瑰谷位於多倫多市中心，但由於社區周圍有大量樹木及樹葉，幾乎聽不到車輛行駛的聲音。這些房屋大多是單戶獨立式住宅，其中許多有至少100年的歷史，包括一些接近200年的前農舍。房屋的風格由愛德華時代及都鐸時代風格到更常見的維多利亞時代及佐治時代風格。
玫瑰谷公園（Rosedale Park）是一年一度的春季公園派對Mayfair的舉辦地。該活動通常包括遊樂設施、遊戲、跳蚤市場及其他類似嘉年華的活動。該活動傳統上在5月的第一個星期六舉行，由摩亞杜社群中心（Mooredale House）運營及資助。
根據2006年加拿大人口普查的人口普查區0086.00及0087.00，玫瑰谷有7,672名居民，比2001年人口普查增加4.8%。在2006年加拿大人口普查中，本人口普查區的入息中位數為55,906加元，而本次人口普查的平均入息數為165,827加元，是多倫多所有社區中收入最高的之一。入息中位數水平也是安大略省及加拿大的兩倍，而入息平均數水平是安大略省及加拿大的4.5至5倍。同樣，2011年全國家庭調查（NHS）反映的總收入水平非常高，入息中位數為61,284加元，是安大略省及加拿大的兩倍多，入息平均數為210,484加元，是安大略省及加拿大的5倍多。2015年，玫瑰谷房屋的平均售價超過1,800,000加元。此外，玫瑰谷擁有大量英格蘭、蘇格蘭及愛爾蘭血統的人。

### 重要建築物
- Integral House

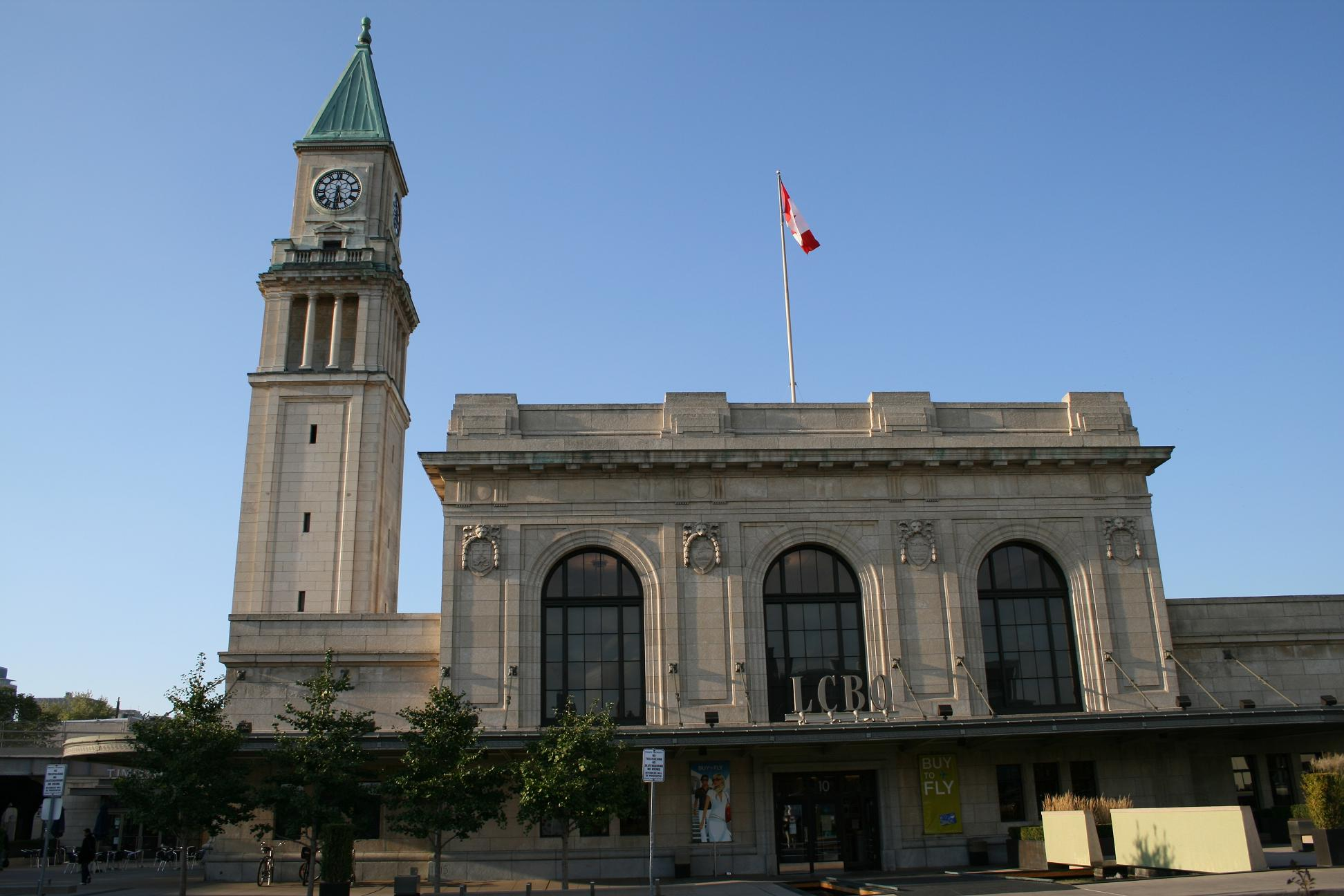
北多倫多站（North Toronto station）是位於玫瑰谷西北部的前加拿大太平洋鐵路火車站。

- The Studio Building（施勳街25號［25 Severn Street］）
- 北多倫多站（North Toronto station）
- 多倫多大學校長府（University of Toronto President's Estate）
- 玫瑰谷長老會教堂（Rosedale Presbyterian Church）
- 玫瑰谷聯合教會（Rosedale United Church）

## 教育

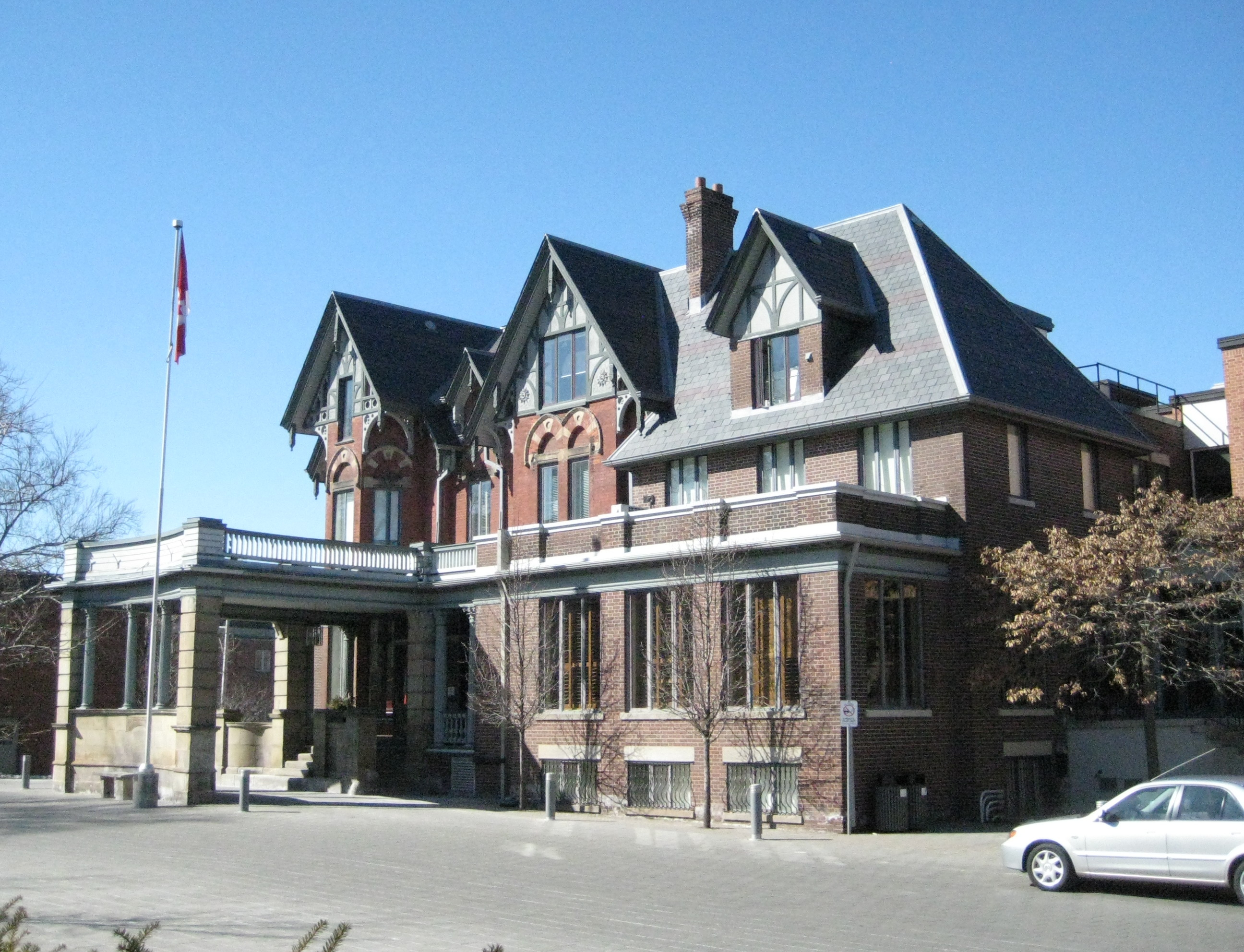
巴蘭森堂（Branksome Hall）是一所位於玫瑰谷的女校。

### 公立
- 玫瑰谷公立學校（Rosedale Public School）
- 玫瑰谷嶺藝術學校（Rosedale Heights School of the Arts）

### 私立
- 巴蘭森堂（Branksome Hall） - 女校[27]
- 嘉杜學校（Gradale Academy） - 戶外教育學校[28]

## 選區
玫瑰谷在下議院由方慧蘭代表，是多倫多中央地區的一部分，前稱多倫多中選區（Toronto Centre），於2015年更名為大學-玫瑰谷選區（University-Rosedale）。在安大略省省議會中，玫瑰谷也是大學-玫瑰谷選區的一部分，由貝詩雅（Jessica Bell）代表。

## 音乐
日本作曲家武滿徹於1995年為創作了一個名為「Into the Woods」的獨奏吉他三樂章，其第二樂章「玫瑰谷」的靈感來自多倫多的這一地區。

## 外部連結
- 玫瑰谷商業促進區網站